# New Stutz Fire Engine Company

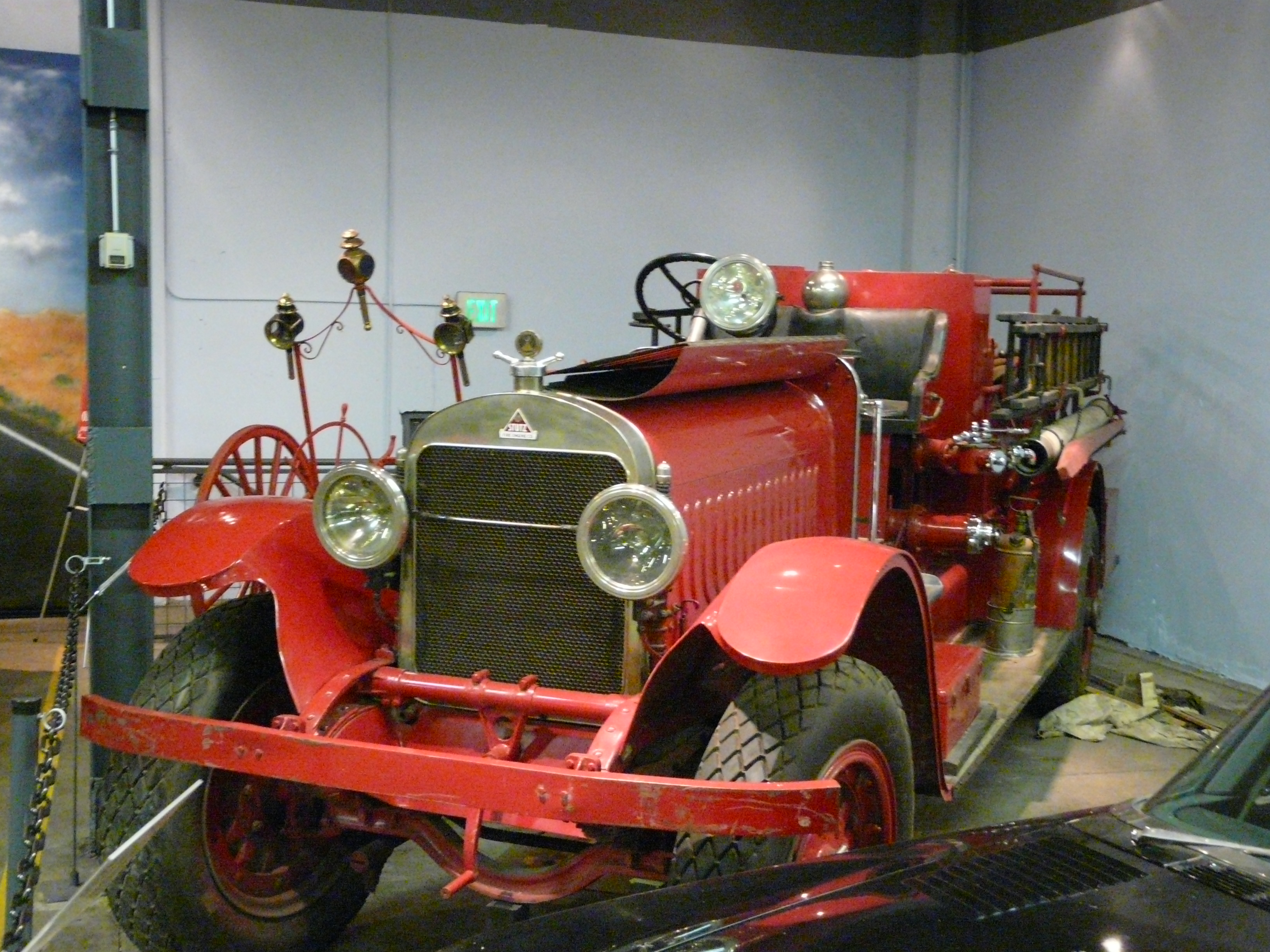
Stutz Model C Triple Combination Fire Engine (1923) im Fornay Transport Museum, Denver (Colorado)

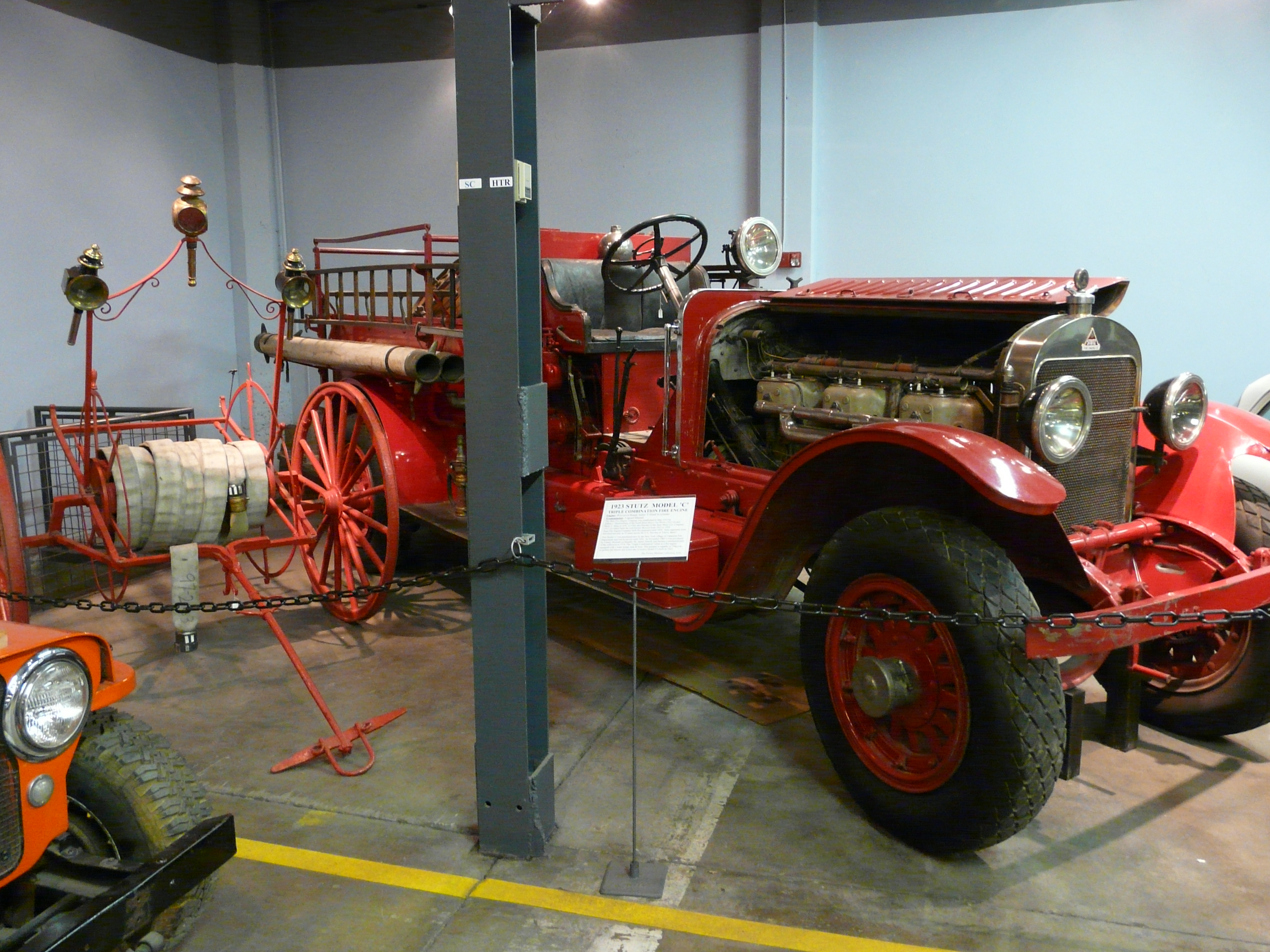
Stutz Model C Triple Combination Fire Engine (1923); Wisconsin T-Kopf-Motor

New Stutz Fire Engine Company, vorher Stutz Fire Engine Company, war ein US-amerikanischer Hersteller von Feuerwehrfahrzeugen.

## Unternehmensgeschichte
Die Stutz Fire Engine Company existierte von 1919 bis 1928 in Indianapolis in Indiana. Es bestand eine Verbindung zu Harry C. Stutz, dem Inhaber der Stutz Motor Car Company of America. Der Markenname lautete Stutz. Mitte der 1920er Jahre war der Höhepunkt, als Fahrzeuge in viele  Bundesstaaten der Vereinigten Staaten und nach Tokio verkauft wurden.
Nach zwei Jahren Unterbrechung folgte 1931 die New Stutz Fire Engine Company, nun ohne Beteiligung von Harry Stutz. Der Absatz war aber zu gering, um lange überleben zu können. 1940 kam das Aus.

## Fahrzeuge
Für die 1920er Jahre sind Vier- und Sechszylindermotoren von der Wisconsin Motor Manufacturing Company überliefert. 1926 folgte ein selbst entwickelter Sechszylindermotor mit OHC-Ventilsteuerung und 175 PS Leistung.
1939 erschien das landesweit erste Feuerwehrfahrzeug mit einem Dieselmotor. Er stammte von Cummins.